# Theogonia (альбом)
Theogonia — дев'ятий студійний альбом грецького блек-метал-гурту «Rotting Christ», випущений на початку 2007 року.

## Композиції
Усі композиції альбому написані Сакісом Толісом.
| #   | Назва                                      | Тривалість |
| --- | ------------------------------------------ | ---------- |
| 1.  | «Χάος Γένετο (The Sign of Prime Creation)» | 3:20       |
| 2.  | «Keravnos Kivernitos»                      | 4:41       |
| 3.  | «Nemecic»                                  | 4:16       |
| 4.  | «Enuma Elish»                              | 4:39       |
| 5.  | «Phobos' Synagogue»                        | 4:31       |
| 6.  | «Gaia Tellus»                              | 4:39       |
| 7.  | «Rege Diabolicus»                          | 2:52       |
| 8.  | «He, the Aethyr»                           | 4:34       |
| 9.  | «Helios Hyperion»                          | 3:50       |
| 10. | «Threnody»                                 | 5:19       |

## Виконавці
- Сакіс Толіс — вокал, гітара, клавішні
- Георгіос Бокос — гітара
- Андреас Лагіос — бас-гітара
- Теміс Толіс — ударні, перкусія